# Michael Curtiz
Michael Curtiz (Budimpešta, 24. prosinca 1886. – Hollywood, 10. travnja 1962.),  mađarsko-američki filmski redatelj.
Režirao je oko 50 filmova u Europi i više od stotinu u Americi, a među najboljima su Pustolovine Robina Hooda, Anđeli garava lica,  Casablanca, Yankee Doodle Dandy i  Bijeli Božić. Žanrovi s kojima se najviše bavio su drame, romanse, melodrame, mjuzikli, biografije, povijesni filmovi, romantične komedije, tradicionalni vesterni, glazbene drame, ratne drame, avanture, kriminalističke drame. Proslavio se u zlatno doba studija Warner Bros. u tridesetima i četrdesetima gdje je zaradio reputaciju uspješnog redatelja, ali i postao poznat po zahtjevnosti na setu. Curtiz je bio među onima koji su u Hollywood uveli vizualni stil koristeći umjetničku rasvjetu, intenzivno i fluidno kretanje kamere, snimke iz zraka uz korištenje krana i neobične kutove kamere. Uvijek je obraćao pažnju na ljudski interes svake priče, navodeći da su "ljudski i temeljni problemi stvarnih ljudi" osnova svake dobre drame. Međutim, karijera mu se našla u silaznoj putanji krajem četrdesetih kad se pokušao odvojiti od studija i pokušati s neovisnom produkcijom, ali je nastavio raditi sve do smrti.

## Rani život
Curtiz je rođen kao Manó Kertész Kaminer u židovskoj obitelji u  Budimpešti, u  Mađarskoj (tada Austro-Ugarska). Tvrdio je da se rodio 24. prosinca 1886. I datum i godina su diskutabilni: jednom je rekao kako je pobjegao od kuće kako bi se pridružio cirkusu te da je bio član mađarske mačevalačke reprezentacije na  Olimpijskim igrama 1912., ali čini se ipak da je odrastao u konvencionalnoj obitelji koja je pripadala srednjem staležu. Curtiza je kazalište privuklo kad je bio dijete u Mađarskoj. Sagradio je malo kazalište u podrumu svoje obiteljske kuće kad mu je bilo 8 godina, gdje su on i pet njegovih prijatelja režirali predstave. Postavili su pozornicu sa scenografijom i rekvizitima, a Curtiz je režirao. Nakon što je s 19 godina diplomirao na fakultetu, zaposlio se kao glumac u putujućem kazalištu. Nakon toga je neko vrijeme bio pantomimičar u cirkusu, a potom se pridružio drugoj grupi putujućih glumaca. Igrali su Ibsena i Shakespearea na raznim jezicima, ovisno o tome u kojoj su zemlji bili. Nastupali su diljem Europe, uključujući Francusku, Mađarsku, Italiju i Njemačku, a on je na kraju naučio pet jezika. Imao je razne odgovornosti:
„Morali smo učiniti sve - napraviti plakate za račune, tiskati programe, postavljati kulise, popravljati garderobu, ponekad čak i urediti stolice u gledalištima. Ponekad smo putovali vlakovima, ponekad kočijama, a ponekad na konjima. Ponekad smo glumili u gradskim vijećnicama, ponekad u malim restoranima bez ikakve scenografije. Ponekad smo predstave održavali na otvorenom. Ti putujući glumci bili su najljubaznije ljude osobe koje sam ikad poznavao. Učinili bi sve jedno za drugo.“
Pohađao je sveučilište Markoszy i Kraljevsku akademiju kazališta i umjetnosti u Budimpešti, nakon čega je 1912. počeo s glumačkom i redateljskom karijerom kao Mihály Kertész u Mađarskom narodnom kazalištu.
Detalji o njegovoj ranoj redateljskoj karijeri su oskudni te nije jasno kakvu je ulogu igrao u režiranju nekoliko ranih filmova, ali zna se da je režirao barem jedan film prije nego što je proveo šest mjeseci u danskom studiju bruseći svoje vještine. Početkom  Prvog svjetskog rata kratko je služio u topništvu austro-ugarske vojske, ali se 1915. vratio režiranju. Curtiz je napisao o tom razdoblju:
„Opojna životna radost je prekinuta, svijet je poludio...Učili su nas ubijati. Bio sam pozvan u Carevu vojsku...Nakon toga dogodilo se mnogo stvari: uništenje, tisuće zauvijek ušutkanih, osakaćenih ili poslanih u anonimne grobove. Tada je uslijedio slom [Austro-Ugarske]. Sudbina me poštedjela.“
Godine 1915. vratio se režiranju. Te ili sljedeće godine se prvi put oženio, s glumicom Lucy Doraine; par se razveo 1923. Snimio je dokumentarne filmove o prikupljanju sredstava za Crveni križ, a zatim se vratio režiji komercijalnih filmova. Do 1918. godine, nakon što je režirao oko 45 filmova, postao je jedan od najvažnijih mađarskih redatelja. God. 1918. Curtiz je u Dubrovniku režirao film Dama sa suncokretom, prema istoimenoj drami Iva Vojnovića. Curtiz je kratko radio u njemačkoj filmskoj tvrtki UFA GmbH, gdje je naučio režirati velike skupine kostimiranih statista, zajedno s kompliciranim zapletima, brzim tempom i romantičnim temama.
Curtiz je 1919. napustio Mađarsku kad je filmska industrija nacionalizirana i otišao u Beč gdje je snimio bar 21 film za studio Sascha Films, među kojima i biblijske spektakle Sodoma i Gomora (1922.) i Die Sklavenkönigin (1924.). Kad je objavljen u Americi, film Moon of Israel je privukao Jacka Warnera, koji je angažirao Curtiza za svoj studio s namjerom da režira sličan film za Warner Bros. Braća Warners su bili impresionirani da je Curtiz razvio jedinstveni vizualni stil na koji je snažno utjecao njemački ekspresionizam, s visokim snimkama dizalica i neobičnim kutovima kamere. Film je također pokazao da je Curtiz rado uključivao romantičnu melodramu "protiv događaja od velike povijesne važnosti, jer je svoje likove tjerao u krize i prisiljavao ih na moralne odluke", prema Rosenzweigu.
Curtizu je ponuđeno da bude redatelj u novom filmskom studiju u Hollywoodu, Warner Bros, gdje će režirati sličan fim, Noina arka (1928.). Curtizov drugi brak, opet s glumicom, Lili Damitom, trajao je samo od 1925. do 1926. godine. Kad je otišao u Ameriku, Curtiz je ostavio iza sebe bar jednog nezakonitog sina, za kojeg je plaćao alimentaciju.
Dok je Curtiz pobjegao iz Europe prije dolaska nacizma, drugi članovi njegove obitelji nisu bili te sreće. Obitelj njegove sestre poslana je u Auschwitz, gdje su umrli njezin muž i troje djece. Curtiz je dio plaće uplaćivao u Europski filmski fond, humanitarnu organizaciju koja je pomagala europskim izbjeglicama da se probiju u američkoj filmskoj industriji.

## Karijera u SAD-u
Curtiz je u SAD stigao 1926., gdje je uzeo anglizirano ime 'Michael Curtiz'. U početku mu je nepoznavanje engleskog jezika otežavalo komunikaciju s glumcima i filmskim ekipama, no s vremenom je savladao tu barijeru. Prije nego što je, na primjer, režirao svoj prvi vestern, proveo je tri tjedna čitajući o povijesti Teksasa i životima njegovih važnih ljudi. Smatrao je potrebnim nastaviti s tako intenzivnim proučavanjem američke kulture i navika u pripremi za većinu drugih filmskih žanrova. Bio je prilično zadovoljan što je dospio u Hollywood:
„Sjajno je raditi ovdje u ovoj zemlji. Čovjek ima sve pri ruci s čime može raditi. Redatelj se ne mora brinuti ni o čemu osim o svojim idejama. Može se koncentrirati na njih bez ikakve brige o proizvodnim aspektima.“
Ostvario je dugu i plodnu holivudsku karijeru, režirajući više od 100 filmova raznih žanrova. Tijekom tridesetih, Curtiz je često snimao po četiri filma u jednoj godini, iako često nije bio jedini redatelj na ovim projektima. Dok su se u studiju Warner Brothers trudili kako bi išli ukorak s drugim studijima (uvođenje boje, kao i zvuka), njihovi su režiseri radili često i brzo. Curtiz nije bio iznimka. 1930. godine režirao je film Mammy, s Al Jolsonom; komediju The Matrimonial Bed; Bright Lights, mjuzikl; dramu River’s End; i mjuzikl A Soldier’s Plaything. Među filmovima koje je režirao 1931. godine bili su The Mad Genius i romantična komedija God’s Gift to Women. Curtiz se dodatno afirmirao 1932. godine s filmom 20,000 Years in Sing Sing, maksimalno iskoristivši Spencera Tracyja kao osuđenog zatvorenika. Još impresivniji je bio Mystery of Wax Museum, svojevrsni nastavak Doktora X, s Atwillom i Wrayom koji su se opet borili do smrti. Manje pamtljivih bilo je pet drugih filmova koje je Curtiz režirao te godine: The Keyhole, Female, Goodbye Again, i par filmova u kojima je William Powell glumio privatne detektive, Private Detective 62 (objavljen i kao Man Killer) i The Kennel Murder Case. Društveno svjesni filmovi bili vrlo bitni za studio Warner Brothers 1930-ih, a 1935. Curtiz se pokazao sposobnim režiserom žanra s filmom Black Fury. Režirao je i film Captain Blood (1935.), koji je bio vrlo uspješan. Nominiran je za Oscara za najbolju kameru, stvorio je zvijezdu od glumca Errola Flynna, povećao je bogatstvo Olivije de Havilland i Curtizovu karijeru podigao na sasvim novu razinu.

Sredinom tridesetih je počeo iznimno uspješni ciklus pustolovnih filmova s  Errolom Flynnom u glavnoj ulozi, među kojima su Captain Blodd (1935.), The Charge of the Light Brigade (1936.), Pustolovine Robina Hooda (1938.), Dodge City, The Private Lives of Elizabeth i Essex (1939.), The Sea Hawk i Santa Fe Trail (1940.). Iako su on i Errol Flynn zajedno snimili 12 filmova, prezirali su se i neprestano se svađali kad god bi radili zajedno. Ironično, kratko je bio oženjen Flynnovom prvom suprugom Lili Damitom. Do 1938. Curtiz je postao najpouzdaniji režiser za ostvarivanje profita studija Warner Brothers. Iako je godinu započeo neugodno s filmom Gold Is Where You Find It, uslijedio je film The Adventures of Robin Hood, najveći komercijalni uspjeh studija te godine. Film je nominiran za Oscara kao najbolji film.
Njegova najbolja djela iz četredesetih su Morski vuk (1941.),  Casablanca (1942.) i Mildred Pierce (1945.). Tijekom ovog perioda je režirao i pro-sovjetski propagandni film Mission to Moscow (1943.), koji je snimljen na zahtjev predsjednika  Franklina D. Roosevelta kako bi pomogao ratnim naporima. Druga najbolja Curtizova postignuća bila su Četiri kćeri (1938.), Yankee Doodle Dandy (1942.), Život s ocem (1947.), Mladić s trubom i The Breaking Point (1950.). Jedan od najvećih hitova 1940. bio je The Sea Hawk s Errolom Flynnom u ulozi avanturista na brodu Sir Drakea. Flora Robson glumila je kraljicu Elizabetu I, a Claude Rains bio je španjolski veleposlanik, čiji je posao bio zavesti kraljicu koja je s pravom sumnjala da će španjolska Armada pokušati napasti Englesku. Neki kritičari smatrali su da je priča ekvivalentna stvarnim događajima koji su se tada događali u Europi, opisujući je kao "tanko skrivenu osudu protiv američkog izolacionizma na rubu Drugog svjetskog rata".Curtiz je režirao glazbeni biografski film Yankee Doodle Dandy (1942), film o pjevaču, plesaču i skladatelju Georgeu M. Cohanu. U njemu je glumio James Cagney u ulozi potpuno suprotnoj od one koju je igrao četiri godine ranije u Curtizovim Anđelima s prljavim licima. Tamo gdje je raniji film postao vrhunac karijere za Cagneyjeve portrete gangstera, u ovom filmu, otvoreno domoljubnom mjuziklu, Cagney pokazuje svoje značajne plesne i pjevačke talente. Bila je to Cagneyeva omiljena uloga u karijeri.
Krajem četredesetih je Curtiz postigao dogovor s Warnerima po kojem će studio i njegova vlastita produkcijska kuća dijeliti troškove i profit njegovih budućih filmova. Ti filmovi su prošli loše, međutim nije jasno je li tome razlog bila kriza u filmskoj industriji u tom periodu ili Curtiz koji "koji nije znao oblikovati cjelokupni film". Kako bilo, kao što je sam Curtiz rekao, "Cijenjen si dok donosiš novac na box-officeu. Sljedeći dan te bace na margine." Dugogodišnje partnerstvo između redatelja i studija pretvorilo se u oštru sudsku bitku. Nakon što je prekinuta njegova veza s Warnersom, Curtiz je nastavio režirati kao slobodnjak od 1954. pa nadalje. Njegov posljednji film, Komančerosi objavljen je manje od godinu dana prije nego što je umro od raka 10. travnja 1962. Pokopan je na groblju Forest Lawn Memorial Park u Glendaleu, Kalifornija.

## Režijski stil

### Priprema
Curtiz je uvijek ulagao znatno vrijeme potrebno za pripremu svih aspekata filma prije snimanja.
"Što se mene tiče", rekao je, "glavno djelo u režiji filma je u pripremi priče za ekran...Ništa nije toliko važno... Redatelja možemo usporediti s terenskim generalom vojske... Trebao bi znati jasnije od bilo koga drugoga što dolazi, što očekivati... Vjerujem da je to dobar plan rada."
Ulaganjem vremena za pripremu, smanjio je kašnjenja nakon početka proizvodnje što mu je dalo mogućnost da režira oko šest filmova godišnje do 1940-ih. Režirao je Front Page Woman (1935.) za samo tri tjedna, film koji je sadržavao brzi dijaloški dijalog s Bette Davis, a zatim je režirao i film Captain Blood u potpunosti u studiju.

#### Način snimanja
Sidney Rosenzweig tvrdi da je Curtiz imao svoj prepoznatljiv stil, koji je postojao u vrijeme njegova preseljenja u Ameriku:
"... visoki snimci s dizalica kako bi se uspostavilo okruženje priče; neobični kutovi kamere i složene kompozicije u kojima su likovi često uokvireni fizičkim objektima; puno kretanja kamere; subjektivne snimke u kojima kamera postaje oko lika i visokokontrastno osvjetljenje s puno sjena." 
Aljean Harmetz navodi da je "Curtizova vizija bilo kojeg filma... bila gotovo potpuno vizualna ". Nekoliko mjeseci nakon dolaska u Hollywood kao redatelj Warner Bros. studija, Curtiz je objasnio da želi gledatelje navesti da se osjećaju kao da zapravo svjedoče priči na ekranu.
Da bi postigao ovaj cilj, kamera mora poprimiti brojne osobnosti. Uglavnom pretpostavlja osobnost publike. U trenucima kada je zanimanje publike veliko, kad je iluzija publike najveća, kamera se naizmjence postavlja u položaj različitih likova, jer se dramski teret prebacuje s glumca na glumca. To podrazumijeva puno kretanja kamere. No ako se gledatelju čini da kamera stalno skače s mjesta na mjesto, recepcija priče bit će narušena. Stoga se u mnogim slučajevima kamera mora premještati iz položaja u položaj bez zaustavljanja, baš kao što bi to učinila osoba.
Pripremajući scene, Curtiz se volio uspoređivati s umjetnikom, slikajući likove, svjetlost, pokret i pozadinu na platnu. Međutim, tijekom njegove karijere taj je "individualizam", kaže Robertson, "bio skriven od pogleda javnosti" i podcijenjen jer su, za razliku od mnogih drugih redatelja, Curtizovi filmovi pokrivali tako širok spektar različitih žanrova. Mnogi su ga zato smatrali svestranijim majstorom tehnikom, umjesto autorom jedinstvenog i prepoznatljivog stila. Hal Wallis, producent mnogih Curtizovih filmova, uključujući Robina Hooda, uvijek je budno pazio na proračune. Jacku Warneru napisao je tijekom snimanja tog filma, "U svom entuzijazmu da napravi sjajne kadrove i kompoziciju te iskoristi velike produkcijske vrijednosti u ovom filmu, vjerojatnije je da će pretjerati od bilo koga drugog... I nije pokušao zaustaviti Mikea jučer kad je bio na dizalici i snimao početne kadrove."I sam Curtiz rijetko je pismeno izražavao svoju filozofiju ili stil stvaranja filma, jer je uvijek bio previše zauzet snimanjem filmova, tako da ne postoji autobiografija i ima samo nekoliko intervjua za medije. Njegov je brat također primijetio da je Curtiz u svom privatnom životu bio "sramežljiv, gotovo ponizan", za razliku od njegovog stava "preuzmi odgovornost" na poslu. Njegov brat dodaje da "nije želio da itko napiše knjigu o njemu. Odbio je čak i razgovarati o toj ideji." Kad su Curtiza jednom zamolili da sažme svoju filozofiju snimanja filmova, rekao je, "Uložio sam onu količinu umjetnost u svoje filmove za koju mislim da je publika može podnijeti."

## Osobni život
Curtiz je uvijek bio jako aktivan: dugo je radio, bavio se s nekoliko sportova u slobodno vrijeme, a često su ga nalazili kako spava pod hladnim tušem. Nije podnosio glumce koji su ručali vjerujući kako neće imati energije za rad poslijepodne. Druga strana takvog ponašanja bilo je često bešćutno ponašanje: Fay Wray je rekla, "Mislila sam kako on nije kost i koža, nego da je sastavni dio kamere". Među većinom kolega nije bio popularan: "bio je poznat kao arogantan perfekcionist". Većinu je gorčine čuvao za svoje podređene, a ne za zvijezde, često se svađajući s tehničarima, a jednog je statista otpustio riječima: "Još malo nadesno. Još. Još. Sada si van scene. Idi kući." Imao je općenito nisko mišljenje o glumcima, rekavši da je gluma "pedeset posto trik. Drugih pedeset posto bi trebali biti talent i sposobnost, iako rijetko jesu." Bez obzira na sve, nikad nije vrijeđao: prema Ingrid Bergman se odnosio ljubazno na setu Casablance, dok je Claude Rains rekao kako ga je učio razlici između filmske i kazališne glume, ili, "što ne treba raditi ispred kamere".
Curtiz se cijeli život borio s engleskim jezikom, a postoje mnoge anegdote o njegovim greškama. Zbunio je scenografa Casablance zahtijevajući 'pudla', dok je zapravo htio lokvu vode (poodle - puddle). David Niven je toliko volio Curtizovu frazu "dovedite prazne konje" (za "dovedite konje bez jahača") da ju je odabrao za naslov drugog sveska svojih holivudskih memoara.
Početkom četrdesetih, Curtiz je postao prilično bogat, zarađujući 3,600 dolara tjedno i posjedujući vrijedno imanje s igralištem za polo. Jedan od njegovih čestih polo suigrača bio je Hal Wallis, koji je upoznao Curtiza po njegovu dolasku u zemlju, te su dvojica razvili čvrsto prijateljstvo. Wallisova žena, glumica Louise Fazenda, i Curtizova treća žena, Bess Meredyth, glumica i scenaristica, bile su dobre prijateljice prije nego što je Curtiz oženio Meredyth 1929. Curtiz je bio nevjeran te je često varao ženu na setu s raznim statisticama; Meredyth ga je jednom nakratko ostavila, ali su ostali u braku do 1961., malo prije Curtizove smrti. Pomagala mu je na scenarijima ili u vezi engleskog koji nije najbolje razumio, a često ju je zvao na telefon za savjet kad bi se tijekom snimanja javio kakav problem.

## Kritike
Curtizov rad je zavrijedio relativno malo pozornosti od strane filmskih kritičara: njegova fenomenalna produktivnost i raznolikost učinka činile su se kao suprotnost autorskoj teoriji (da filmski redatelji stvaraju filmove koji odgovaraju njihovoj vlastitoj kreativnoj viziji). Međutim, ove karakteristike bile su klasične za studijski sustav u kojem je Curtiz radio; kao što je novinar Aljean Harmetz napisao, "gotovo svaki film Warner Brosa. je bio iznimka u odnosu na autorsku teoriju". Curtiz je bio odličan studijski redatelj, koji se isticao na setovima, ali nije mogao preuzeti veću kontrolu nad filmovima, kao što je radio od kraja četredesetih nadalje. Georges Sadoul u knjizi Dictonary of Film Makers (1972.) kaže za Curtiza da je „apsolutni profesionalac čija je filmska karijera trajala pedeset godina i preko 150 filmova u raznim žanrovima - trilerima, hororima, vesternima, melodramama i spektaklima.“ Također ističe za njega da ima „buran, vješt i mukotrpan pristup često trivijalnom materijalu (a ponekad i antipatičnim temama poput ideologije koja ropstvo doživljava kao pozitivno dobro u Santa Fe Trail).“
Douglas Gomery u knjizi International Dictionary of Films and Filmmakers (1991.) se dotiče Curtizovog rada tijekom prijelaza filmske industrije na zvuk, te tvrdi da se tadašnjim filmovima uzdigao na sam vrh ugovornih direktora u Warnersu. Dodaje: „Za razliku od drugih, činilo se da Curtiz nije iskoristio ovaj uspjeh da ostvari veću slobodu i neovisnost, već se činio zadovoljnim da uzme ono što mu je dodijeljeno i nastavi režirati u klasičnom stilu. Producirao je oštre pripovijesti, tražeći učinkovitost metode. Bio je konzervativni redatelj, prilagođavao se, posuđivao i u konačnici koristio sve dominantne kodove hollywoodskog sustava. Stilske su inovacije prepuštene drugima.“
Sidney Rosenzweig kaže kako je Curtiz imao svoj osobit stil, koji se ustalio s vremenom kad se doselio u Ameriku: "snimke s visokih kranova kako bi dočarao okolinu; neobični kutovi kamere i kompleksne kompozicije u kojem su likovi često uokvireni fizičkim objektima; puno pokreta kamere; subjektivne snimke, u kojem kamera postaje oko junaka; i kontrastna igra svjetla i sjene." Ovaj stil nije bio samo vizualan, nego je imao i efekte osvjetljivanja junakova odnosa sa svojom okolinom; često je ta okolina zla sudbina koja je zadesila junaka. Ta sudbina tada prisiljava "moralno podijeljenog" protagonista da napravi moralnu odluku. Iako je Curtiz režirao neke od najboljih filmova zlatne ere Hollywooda, kritička ocjena njegovog naslijeđa je ambivalentna. Dominantna interpretacija njegovog djela je da je bio sposoban, izuzetno učinkovit 'filmski obrtnik' čiji su najveći trijumfi više rezultat suradničkog studijskog sustava Warner Brothersa, više produkt doprinosa darovitih filmskih snimatelja, pisaca, glumaca, dizajnera i skladatelja nego Curtizova vizija ili kontrola. S druge strane su oni koji slave Curtizovo tehničko majstorstvo i nadahnuti vizualni stil, gledajući ga u konačnici kao radnog konja koji je dosljedno isporučivao ono što se od njega tražilo, ali koji je također često nadilazio žanrovske konvencije i očekivanja i stvarao djela trajne vrijednosti, djela koja je 'rodilo' njegov osebujni dodir.

## Nagrade
Curtiz je zaradio četiri nominacije za Oscara za najbolju režiju: prije nego što je pobijedio s  Casablancom 1943., bio je nominiran za filmove Yankee Doodle Dandy 1943., Anđeli garava lica i Četiri kćeri 1938.Američki filmski institut rangirao je Casablanca na treću poziciju i film Yankee Doodle Dandy na 98. poziciju na svom popisu najvećih američkih filmova. Avanture Robin Hooda i Mildred Pierce nominirane su za popis.

### Nominacije za Oscara
| Godina | Kategorija           | Film                     | Finalni pobjednik                           |
| 1935   | Najbolji redatelj    | Kapetan Blood            | John Ford - Informer                        |
| 1938   | Najbolji redatelj    | Anđeli s prljavim licima | Frank Capra - Ne možeš to ponijeti sa sobom |
| 1938   | Najbolji redatelj    | Četiri kćeri             | Frank Capra - Ne možeš to ponijeti sa sobom |
| 1939   | Najbolja kratka tema | Sinovi slobode           | Pobijedio                                   |
| 1942   | Najbolji redatelj    | Yankee Doodle Dandy      | William Wyler - gospođa Miniver             |
| 1943   | Najbolji redatelj    | Casablanca               | Pobijedio                                   |

## Izabrana holivudska filmografija
- Zbogom opet (1933.)
- Mistery of the Wax Museum (1933.)
- The Kennel Murder Case (1933.)
- Jimmy the Gent (1934.)
- Pustolovine Robina Hooda (1938.)
- Anđeli garava lica (1938.)
- Dodge City (1939.)
- The Private Lives of Elizabeth and Essex (1939.)
- Santa Fe Trail (1940.)
- Virginia City (1940.)
- The Sea Hawk (1940.)
- Morski vuk (1941.)
- Casablanca (1942.)
- Yankee Doodle Dandy (1942.)
- Mildred Pierce (1945.)
- Noć i dan (1946.)
- Ther Breaking Point (1950.)
- I'll See You in My Dreams (1950.)
- Bijeli Božić (1954.)
- Egipćanin (1954.)
- King Creole (1958.)
- Pustolovine Hucklberryja Finna (1960.)
- Komančerosi (1961.)

## Vanjske poveznice
- Michael Curtiz u internetskoj bazi filmova IMDb-u (engl.)